# Heilgereuthe

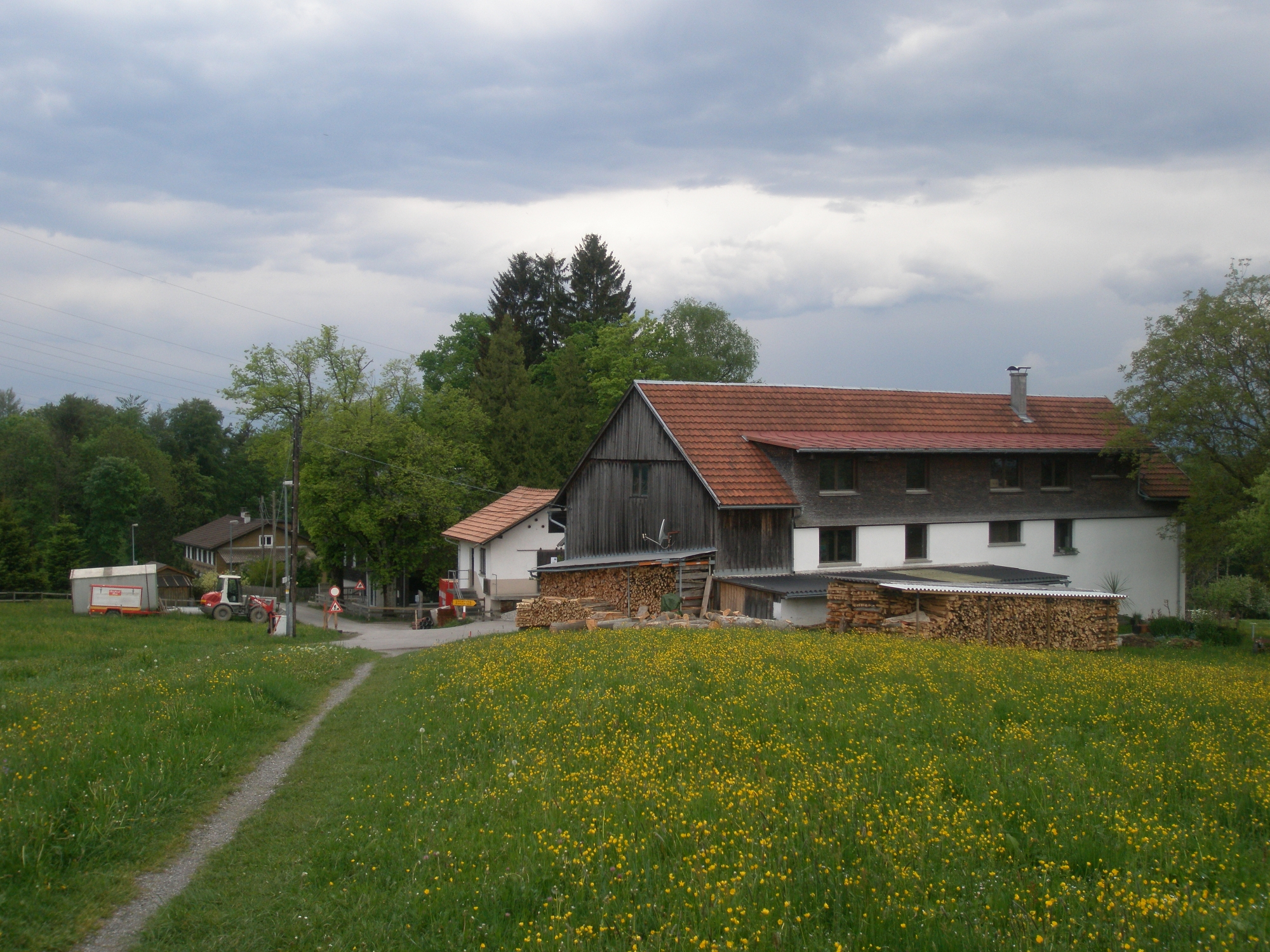
Blick hinab über die östliche Siedlung. Die Volksschule wird fast vollständig von den Bäumen verdeckt.

Heilgereuthe ist eine Parzelle der Stadt Dornbirn im österreichischen Bundesland Vorarlberg. Mit einer Fläche von etwa 20 Hektar ist Heilgereuthe eines der größten Flurstücke in der nördlichen Hälfte Dornbirns.

## Geografie

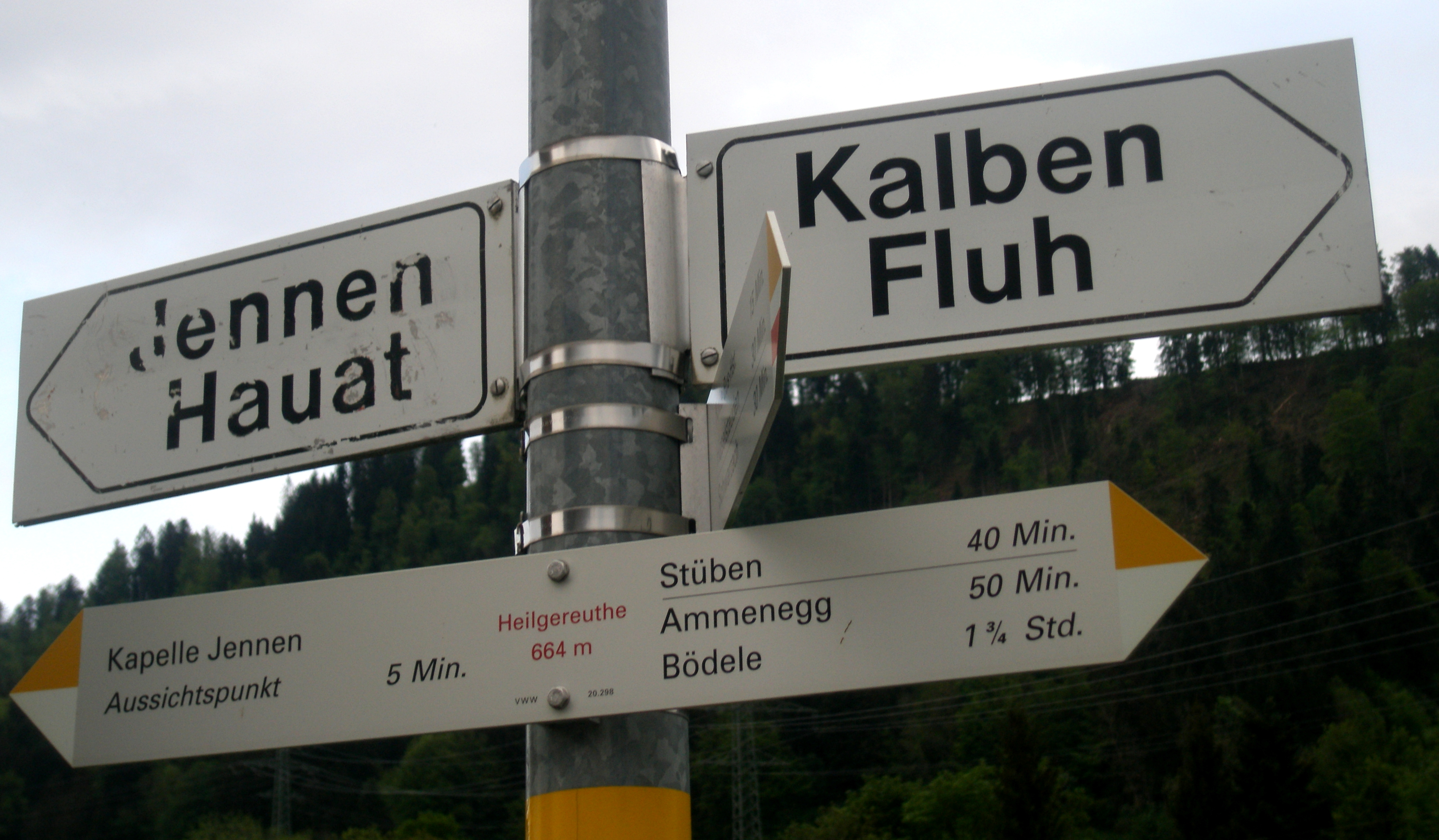
Ein Wegweiser in Heilgereuthe

### Überblick
Heilgereuthe liegt im östlichen Gemeindegebiet des Dornbirner Stadtteils Haselstauden auf 664 m ü. A. Das Flurstück ist von allen Seiten aus von anderen Parzellen umgeben. Das zu der Parzelle gehörende Gebiet umfasst den Raum zwischen zwei im Abstand von etwa 400 Meter verlaufenden Straßen, die beide denselben Namen wie die Parzelle tragen und miteinander wiederum durch eine Querstraße verbunden sind. Die Einwohner teilen sich auf zwei Siedlungen auf, die beide in unmittelbarer Nähe zu den Kreuzungspunkten dieser Straßen gelegen sind.
Die benachbarten Parzellen sind von Norden aus im Uhrzeigersinn Hof, Achrain, Jennen, Hauat, Kalben, Fluh und Burg.

### Flüsse und Gewässer

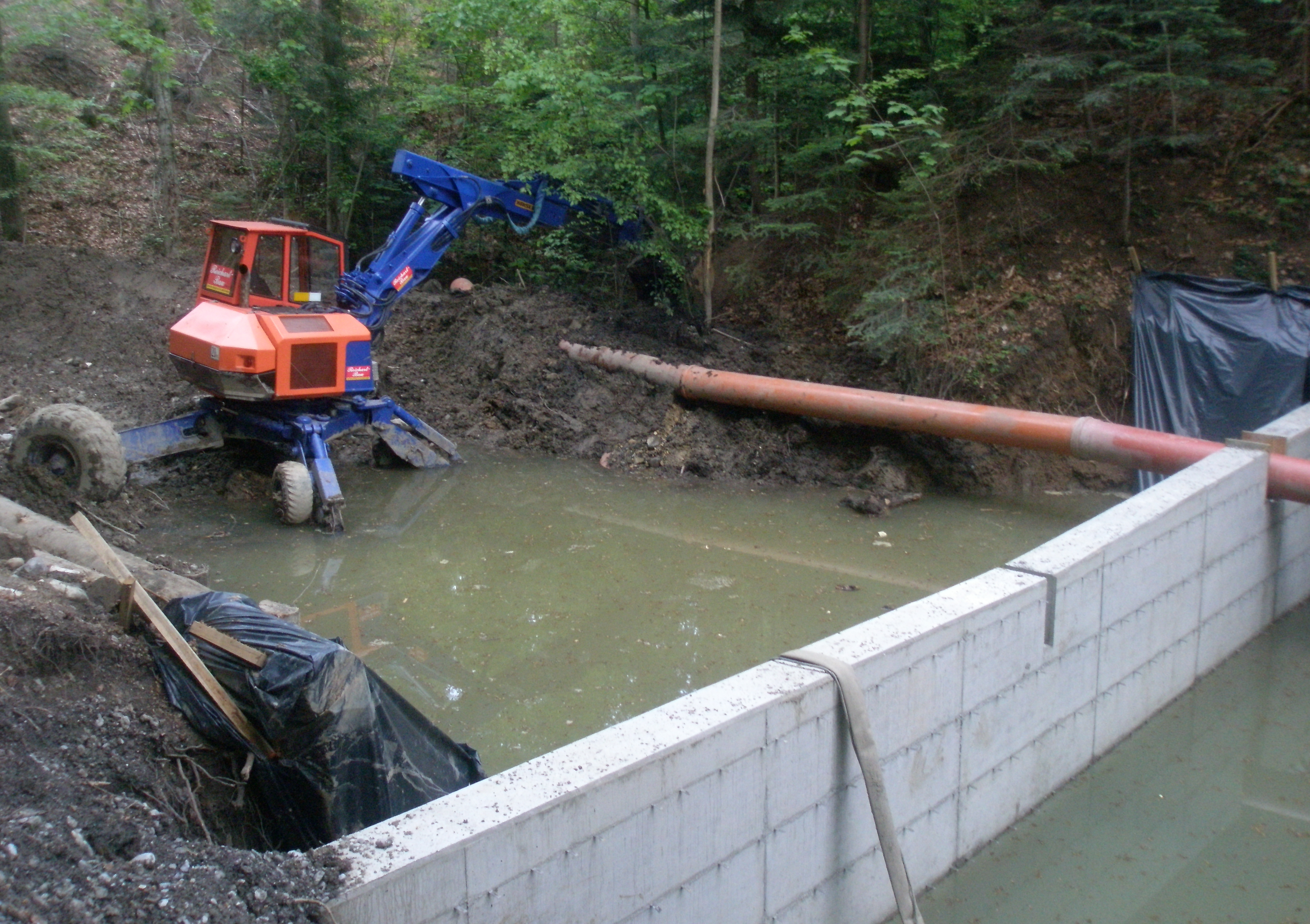
Löschwasserteich bei Bauarbeiten 2009

In Heilgereuthe hat der Stiglbach, der größte Fluss Haselstaudens, einige Quellen.
Bedeutend ist die Parzelle für Haselstauden vor allem auch dadurch, dass in ihr das größte Stehgewässer des Stadtteils aufzufinden ist. Direkt neben der östlichen Straße wird der Stiglbach gestaut. Der entstehende Wasservorrat wurde früher als Löschwasserteich genutzt.

## Bildung
In der Parzelle befindet sich seit 1904 eine der beiden Haselstauder Volksschulen, die Montessori-Schule Heilgereuthe. Das Gebäude wurde 1998/1999 renoviert. Die Schule dient vielen Kindern aus den umliegenden Parzellen als erste Bildungsinstitution und verhindert so einen langen Schulweg bis ins Tal.

## Verkehr
Heilgereuthe ist auf direktem Weg mit der Haselstauder Hauptsiedlung verbunden. Durch den Landbus Unterland ist in relativer Nähe auch ein Anschluss zum öffentlichen Verkehr gegeben.